# Epirrhoe eustropha
Epirrhoe eustropha är en fjärilsart som beskrevs av Turner 1926. Epirrhoe eustropha ingår i släktet Epirrhoe och familjen mätare. Inga underarter finns listade i Catalogue of Life.